# 특발성 두개내 고혈압
이전에는 가성 뇌종양(pseudotumor cerebri), 양성 두개내 고혈압(benign intracranial hypertension) 등으로도 불렸던 특발성 두개내 고혈압(idiopathic intracranial hypertension, IIH)은 명백한 원인 없이 뇌 주변의 압력인 두개내압이 상승하는 것이 특징적인 질환이다. 주된 증상으로는 두통, 시각 이상, 이명, 어깨 통증 등이 있다. 합병증으로 시각 장애가 나타날 수 있다.
이 질환은 특발성으로, 즉 알려진 원인이 없다. 위험 인자로는 과체중이나 최근의 체중 증가가 있다. 테트라사이클린도 질환을 촉발할 수 있다. 진단은 증상을 기반으로 내리며, 뇌 스캔에서 다른 특별한 원인이 없는데도 요추천자 중 개방압이 높은 경우에도 진단할 수 있다.
치료 방법으로는 건강한 식단 유지, 염분 제한, 운동 등이 있다. 아세타졸아마이드를 앞의 다른 치료법과 병행할 수 있다. 소수의 환자에서는 압력을 줄이기 위해 수술이 필요할 수 있다.
매년 100,000명당 2명 정도에서 새로 특발성 두개내 고혈압이 발병한다. 20~50세의 여성에서 가장 흔히 발생한다. 남성보다 여성에서 약 20배 흔하다. 1897년 처음으로 기술되었다.

## 증상과 징후
특발성 두개내 고혈압의 가장 흔한 증상은 심한 두통으로, 거의 모든 환자(92~94%)에서 나타난다. 두통은 특징적으로 아침에 더 심하며 욱신거리는 양상을 보인다. 기침, 재채기, 발살바수기 등 두개내압을 더 상승시킬 수 있는 모든 행동이 두통을 악화시킬 수 있다. 통증은 목과 어깨 부위에서도 나타날 수 있다. 한쪽 또는 양쪽 귀에서 맥박 같은 소리가 들리는 박동성 이명을 동반하는 경우(64~87%)도 많다. 사지의 무감각, 전신쇠약, 얼굴의 한쪽 또는 양쪽에 나타나는 통증과 무감각, 후각상실, 운동실조 등 다양한 다른 증상들은 보다 드물게 보고되며, 이들은 모두 특발성 두개내 고혈압에 특이적이지는 않다. 어린이의 경우 더 많은 비특이적인 증상과 징후가 나타날 수 있다.
두개내압이 올라가면 뇌줄기에서 시작하여 머리와 목에 분포하는 신경들인 뇌신경이 압박되고 당겨지게 된다. 갓돌림신경(제6뇌신경)이 가장 흔히 영향을 받는다. 갓돌림신경은 눈을 바깥쪽으로 당기는 가쪽곧은근을 지배한다. 따라서 제6뇌신경 마비 환자는 병변이 발생한 쪽을 바라볼 때 악화되는 수평 복시를 겪게 된다. 보다 드물게는 안구운동을 일으키는 신경인 눈돌림신경과 도르래신경이 영향을 받아 각각 제3뇌신경 마비와 제4뇌신경 마비를 일으킨다. 얼굴신경(제7뇌신경)도 간혹 영향을 받는데, 이로 인해 얼굴의 한쪽이나 양쪽에서 표정을 짓는 근육들이 약해지는 얼굴신경 마비가 전체 또는 부분적으로 발생한다.
또한 두개내압이 올라가면 시신경이 안구로 들어가는 지점인 시각신경유두가 부어오르면서 유두부종이 일어난다. 특발성 두개내 고혈압의 거의 모든 경우에서 유두부종이 발생하지만 모든 환자에서 이로 인한 증상이 나타나지는 않는다. 증상이 나타나는 환자는 보통 일시적인 시야 장애, 즉 (반드시 동시는 아니지만) 양쪽 눈으로 보는 것에 일시적으로 어려움을 겪는다고 호소한다. 유두부종을 장기간 치료하지 않으면 시각 장애로 이어지는데, 초기에는 말초에 발생하지만 갈수록 진행하여 시야 중심까지 영향을 받는다.
일반적으로 검안경이라고 하는 작은 기기나 안저카메라로 보다 자세히 검사하였을 때 관찰할 수 있는 유두부종을 제외하면 신경학적검사 소견은 정상이다. 만일 뇌신경의 이상이 있다면 눈 검사 시에 (제3, 4, 6뇌신경 마비로 인한) 사시나 얼굴신경 마비의 형태로 나타날 수 있다. 유두부종이 장기간 지속되면 시야가 좁아지며 시력이 감소하기도 한다. 다른 검사법은 정확성이 떨어질 수 있으므로 자동화된 시야측정법(험프리 시야계)을 통한 시야검사가 권장된다. 또한 장기화된 유두부종은 시각신경유두가 창백하게 보이며 시각 장애가 후기로 진행하는 경향을 보이는 시신경위축으로 이어진다.

## 원인
'특발성'이란 원인이 알려져 있지 않다는 뜻이다. 따라서 특발성 두개내 고혈압은 증상을 설명할 수 있는 다른 원인이 없을 때만 진단을 내릴 수 있다. 고용량의 비타민 A 유도체(예: 여드름에 대한 이소트레티노인)나, (여러 가지 피부 질환에 대한) 장기간의 테트라사이클린계 항생제, 호르몬 피임약 등의 약물로 인해서도 두개내압이 상승할 수 있다.
주로 희귀 질환이긴 하지만, 여러 가지 다른 질환도 두개내 고혈압을 일으킬 수 있다. 기저에 다른 원인이 있는 경우 특발성이 아니고, 이차성 두개내 고혈압(secondary intracranial hypertension)이라고 한다. 이차성 두개내 고혈압의 흔한 원인에는 폐쇄성 수면 무호흡증, 전신 홍반 루푸스, 만성 신장병, 베체트병 등이 있다.

## 기전
특발성 두개내 고혈압의 원인은 알려져 있지 않다. 몬로-켈리 가설에 따르면 두개내압은 뇌 조직, 뇌척수액, 머리덮개뼈 안에 들어 있는 혈액의 양에 의해 결정된다. 따라서 특발성 두개내 고혈압에서 왜 압력이 상승하는지 설명하는 세 가지 이론이 존재한다. 이는 각각 뇌척수액의 과다한 생산, 혈액이나 뇌 조직의 부피 증가, 뇌에서 혈액을 들이는 정맥인 대뇌정맥의 폐쇄이다.
뇌척수액 생산의 증가는 특발성 두개내 고혈압을 초기에 설명할 때 제안된 이론이다. 그러나 이 과정이 특발성 두개내 고혈압 발병에 실제로 영향을 미치는지에 관한 실험적인 자료는 없다.
두 번째 이론에서는 뇌로 들어오는 혈류의 양이나 뇌 조직의 양이 증가하면 두개내압이 커질 수 있다고 주장한다. 혈류 양이 증가하여 두개내압이 증가한다는 주장을 뒷받침하는 데에는 거의 근거가 쌓여 있지 않았으나, Bateman 등이 위상차강조(phase contrast) 자기공명혈관조영술(MRA)를 이용하여 수행한 연구에서는 생체내(in vivo)에서 뇌혈류량(CBF)을 측정하여 IIH 환자의 뇌혈류량이 비정상적으로 상승해 있었다고 주장했다. 또한 생검 표본과 여러 가지 종류의 뇌 스캔에서 뇌 조직 안의 물이 많아져 있었다고 밝혀졌다. 왜 이런 일이 벌어지는지는 명확하지 않다.
세 번째 이론에서는 뇌에서 혈액을 들이는 정맥이 손상되면서 울혈을 일으킨다고 주장한다. 많은 수의 IIH 환자는 가로정맥굴이 좁아져 있다. 가로정맥굴이 좁아져 있는 것이 발병기전인지, 또는 이차적인 현상인지는 불명확하다. 증가된 두개내압이 가로정맥굴을 좁아지게 하며 정맥의 혈압을 높아지게 하며, 거미막과립을 통한 뇌척수액의 흡수를 감소시켜 두개내압을 더욱 높아지게 한다는 양성 피드백 고리가 존재한다는 주장도 있다.

## 진단

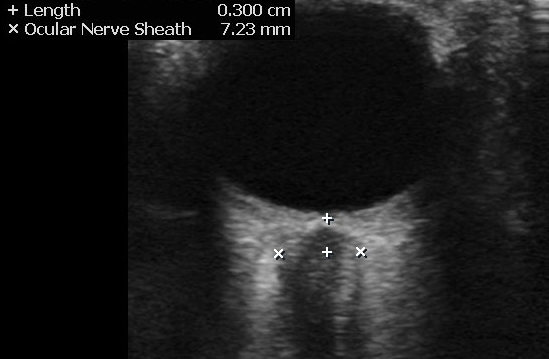
특발성 두개내 고혈압 환자에서 시신경의 초음파 영상

진단 시 병력과 신체검사를 기본으로 의심한다. 확진을 위해서는 다른 원인을 배제하며 여러 가지 검사를 시행해야 한다. 특히 병력이 일반적이지 않거나 다른 문제가 있을 가능성이 높다면 (소아, 남성, 노인, 과체중이 아닌 여성 등) 추가적인 검사가 필요하다.

### 검사법
컴퓨터단층촬영(CT/CAT)이나 자기공명영상(MRI) 등을 이용한 신경영상 기법은 종괴로 된 병변을 배제하기 위해 시행한다. 특발성 두개내 고혈압에서는 보통 이러한 신경영상 소견은 정상으로 나타나는데, 간혹 작거나 슬릿 모양의 뇌실, 시각신경 수초가 팽창되거나 휘어진 소견, MRI상에서의 빈안장 증후군 소견, 메켈굴(Meckel's cave)의 비대 소견 등이 관찰되기도 한다.
정맥굴의 협착과 폐쇄, 뇌정맥굴혈전증의 가능성을 배제하기 위해 MR 정맥조영술(MRV)도 흔히 시행된다. 조영 증강 MRV(ATECO) 스캔은 비정상적인 가로정맥굴의 협착을 잡아내는 데에 높은 성공률을 보인다. 카테터를 이용하여 대뇌정맥조영술과 압력측정 검사를 실시하면 협착을 더 적절하게 판별하고 평가할 수 있다.
개방압을 측정하거나, 다른 진단을 배제하기 위해 뇌척수액(CSF)을 얻을 목적으로 요추천자를 시행할 수 있다. 개방압이 상승한 상황이라면 일시적으로 압력을 줄여주기 위해 뇌척수액을 제거할 수 있다. 뇌척수액을 검사하여 비정상적인 세포, 감염, 항체 농도, 포도당 농도, 단백질 농도를 알아낼 수 있다. 정의상 IIH에서는 이 수치들이 모두 정상 범위 안에 있다. 간혹 IIH를 강하게 시사하는 증상이 있는데도 뇌척수액압 수치가 정상일 수 있다. 이는 뇌척수액압이 정상적으로도 하루 동안 변동하기 때문일 수 있다. 여전히 IIH가 의심된다면 압력 카테터로 두개내압을 더 오랜 기간 감시해야 할 수 있다.

### 분류
IIH 진단의 첫 기준은 월터 댄디가 1937년에 기술하였다.
| 1. 두개내압이 증가했다는 증상과 징후 - 뇌척수액압 > 25 cmH2O |
| 2. 갓돌림신경 마비를 제외하고, 국소적인 소견이 없음          |
| 3. 뇌척수액 조성이 정상                                      |
| 4. 두개내에 종괴가 없고, 뇌실이 정상이거나 작아진 상태이다.  |

댄디 기준은 스미스(Smith)가 1985년 수정하여 '수정 댄디 기준'(modified Dandy criteria)이 만들어졌다. 스미스는 보다 발전된 영상의학 기법을 사용하도록 기준에 포함시켰는데, 기존의 댄디 기준이 진단에 뇌실조영술을 필요로 했던 것과 달리 스미스는 이를 컴퓨터단층촬영(CT)으로 대체하였다. 2001년 논문에서 디그레(Digre)와 코르베트(Corbett)는 댄디 기준을 추가로 수정하였다. 환자가 혼수 상태이면 적절한 신경학적 평가가 불가능하므로 환자가 깨어 있고 의식이 명료해야 하며, 정맥동 혈전증이 기저 원인으로서 배제되어야 한다는 조건이 추가되었다. 또한 두개내압이 올라가는 다른 원인이 없어야 한다고도 덧붙였다.